# National Invitation Tournament 1940
El National Invitation Tournament 1940 fue la tercera edición del National Invitation Tournament. La disputaron seis equipos, celebrándose la competición en el Madison Square Garden de Nueva York. El ganador fue la Universidad de Colorado, que lograba su primer título.

## Equipos
| Colorado     |
| DePaul       |
| Duquesne     |
| Long Island  |
| Oklahoma A&M |
| St. John's   |

## Fase final
Cuadro final de resultados.
|  | Cuartos de final | Cuartos de final | Cuartos de final |          |    | Semifinales | Semifinales            | Semifinales            |                        |          | Final        | Final        | Final |  |
|  |                  |                  |                  |          |    |             |                        |                        |                        |          |              |              |       |  |
|  |                  |                  |                  |          |    |             |                        |                        |                        |          |              |              |       |  |
|  |                  |                  |                  |          |    |             |                        |                        |                        |          |              |              |       |  |
|  |                  |                  |                  |          |    |             |                        |                        |                        |          |              |              |       |  |
|  |                  |                  |                  |          |    |             |                        |                        |                        |          |              |              |       |  |
|  |                  | Colorado         | Colorado         | 52       |    |             |                        |                        |                        |          |              |              |       |  |
|  |                  |                  |                  | 52       |    |             |                        |                        |                        |          |              |              |       |  |
|  |                  |                  | DePaul           | DePaul   | 37 |             |                        |                        |                        |          |              |              |       |  |
|  | 5                | DePaul           | DePaul           | DePaul   | 37 | 45          |                        |                        |                        |          |              |              |       |  |
|  | 5                | DePaul           |                  |          |    |             |                        |                        |                        |          |              |              |       |  |
|  | 4                | Long Island      | 38               |          |    |             |                        |                        |                        |          |              |              |       |  |
|  | 4                | Long Island      | 38               |          |    |             |                        |                        |                        | Colorado | Colorado     | 51           |       |  |
|  |                  |                  |                  |          |    |             |                        |                        |                        | Colorado | Colorado     | 51           |       |  |
|  |                  |                  | Duquesne         | Duquesne | 40 |             |                        |                        |                        |          |              |              |       |  |
|  |                  |                  | Duquesne         | Duquesne | 40 |             |                        |                        |                        |          |              |              |       |  |
|  |                  |                  |                  |          |    |             |                        |                        |                        |          |              |              |       |  |
|  |                  |                  |                  |          |    |             |                        |                        |                        |          |              |              |       |  |
|  |                  | Oklahoma A&M     | Oklahoma A&M     | 30       |    |             | Tercer y cuarto puesto | Tercer y cuarto puesto | Tercer y cuarto puesto |          |              |              |       |  |
|  |                  |                  |                  | 30       |    |             | Tercer y cuarto puesto | Tercer y cuarto puesto | Tercer y cuarto puesto |          |              |              |       |  |
|  |                  |                  | Duquesne         | Duquesne | 34 |             |                        |                        |                        |          |              |              |       |  |
|  | 7                | Duquesne         | Duquesne         | Duquesne | 34 | 38          |                        |                        | DePaul                 | DePaul   | 22           |              |       |  |
|  | 7                | Duquesne         |                  |          |    |             |                        |                        | DePaul                 | DePaul   | 22           |              |       |  |
|  | 2                | St. John's       | 31               |          |    |             |                        |                        |                        |          | Oklahoma A&M | Oklahoma A&M | 23    |  |
|  | 2                | St. John's       | 31               |          |    |             |                        |                        |                        |          | Oklahoma A&M | Oklahoma A&M | 23    |  |
|  |                  |                  |                  |          |    |             |                        |                        |                        |          |              |              |       |  |

| Campeón del NIT 1940           |
| ------------------------------ |
| Colorado Buffaloes 1.er título |